# Базаргул Юнаев
Базаргул Юнаев (баш. Баҙарғол Юнай улы, (сер. XVIII в. — нач. XIX в.)) — башкирский старшина Бекатинской волости Исетской провинции, один из предводителей Крестьянской войны (1773—1775) и первых депутатов Уложенной комиссии (1767—1769) от башкир. Сын волостного старшины Юная Азнаева, также у него был повстанческий титул фельдмаршала.

## Работа в Уложенной комиссии
От башкирского населения в Уложенной комиссии (1767—1769) было избрано два депутата: от Исетской провинции — Базаргул Юнаев и от Уфимской провинции — Туктамыш Ишбулатов. На основе пожеланий башкир они составили наказы. Например, на основе доверенных писем, в которых жители поручали подать уездному поверенному письменное заявление о своих нуждах и предложениях, в обобщенной форме был составлен и представлен Базаргулом Юнаевым наказ башкир Исетской провинции.

Наказ состоял из 22 пунктов. В нём отстаивалось право на свободу вероисповедания, представительство башкир в органах власти и управления, большое внимание было уделено защите вотчинных земель от расхищения чиновниками и горнозаводчиками. Например, в п.6 говорится о производстве судов «по шариату»:
«чтоб башкирцы судились, как и прежде, по своим обычаям и чтоб суд производили старшины с помощью третейских судов, а по духовным делам… старшинам единственно собою не выступать, а разбирать и судить оныя з духовными нашего закона людьми ахуном и муллами»
Также в п.8 Юнаев пишет о башкирских старшинах:
«Старшина ж между нами башкирцами как-то ныне чинится быть с выбору мирских людей кого за способного удостоят. У каждого старшины было б не менее двухсот дворов. А если все окажутся недовольны старшиной, такого старшину от места отрешить и на его место по выбору мирскому определить другого. А по просьбам иных подкомандующих к дальним старшинам в команде не исключать, а ежели по закону следует исключены быть, таковые б исключались в команды к ближайшим их жительств старшинам»

Касательно защиты вотчинных прав башкир также были «Дополнения к наказам», в котором башкирские депутаты выступали против предложения, сделанного губернатором Оренбургской губернии А. А. Путятиным, о разрешении дворянам покупать земли у отдельных башкир. Они доказывали, что вотчинные земли принадлежат не отдельным башкирам, а всей башкирской волости и о недопустимости захвата этих земель:
«по прежним … владениям волостями, а не по фамилиям, как в некоторых … господина губернатора учреждениях к отнятию земель и притеснения жительств наших полагается»… «пришлых из разных мест людей.., которые никакого за землю оброка не платят, перевести для поселения на те земли, которые лежат по левую сторону … Новой Московской». «Земли, расположенные по правую сторону Новой Московской дороги, никому во владение не отдавать, и на оных не селиться». Тем же, кто уже поселился на башкирских вотчинных землях, предлагалось далее своих владений не распространяться.

## Участие в Крестьянской войне (1773—1775)
В конце 1773 года Базаргул Юнаев возглавил повстанческое движение башкир Зауралья, участвовал в осаде Челябинска. В апреле-мае 1774 года помогал Е. И. Пугачеву возродить войско повстанческой армии.
Он был возведен Пугачевым в фельдмаршалы, осадил с ним Казань. Базаргул продолжил борьбу и после поимки Пугачева. В декабре 1774 года схвачен карателями, содержался в тюрьме прикованным к стене. В октябре 1775 года был лишен «депутатского достоинства» и смещен с поста старшины.
См. также Список башкирских предводителей Крестьянской войны 1773—1775 годов

## Примечание
1. ↑  Салават Хамидуллин. История башкирских родов Юрматы. — Уфа, 2018.
2. ↑  Самоуправление у башкир (недоступная ссылка)
3. ↑  Юридический портал
4. ↑  Базаргул Юнаев в Башкортостан: Краткая энциклопедия (недоступная ссылка)
5. ↑  Народный герой и национальная идея